# کریز، سوریه
کریز (به عربی: الکریز) یک روستا در سوریه است که در ناحیه مرکزی ادلب واقع شده‌است. کریز ۱٬۵۲۴ نفر جمعیت دارد.